# Syzygium refertum
Syzygium refertum är en myrtenväxtart som först beskrevs av William Grant Craib, och fick sitt nu gällande namn av Chantaran. och John Adrian Naicker Parnell. Syzygium refertum ingår i släktet Syzygium och familjen myrtenväxter. Inga underarter finns listade i Catalogue of Life.